# Trmice
Trmice (německy Türmitz) jsou město v okrese Ústí nad Labem v Ústeckém kraji a přímo sousedí s částmi Ústí nad Labem. Žije v něm přibližně 3 400 obyvatel.

## Historie
První dočasné osídlení v oblasti Koštova a sousedních Stadic je staré přes 25 000 let, což dokládají nálezy z roku 1987. I další archeologické průzkumy byly bohaté na důkazy osídlení a množství kultur i v pozdějších dobách. Následně zde žili postupně kmeny Keltů, Germánů a podle hrobů z 10. století víme, že se zda nacházela slovanská zemědělská osada, která měla o sto let později i dřevěný kostelík.
První písemná zmínka pochází z roku 1264 a mluví o Janu z Trmic, který byl služebníkem Boreše z Oseka. Další zmínka pochází z královské listiny Václava II. a mluví o držiteli panství s okolím, kde se těžil cín, Zvěstu de Tyrmiczovi. Trmice byly královským lénem, které však bylo podřízeno královským manům z Oseka a později z Krupky. Celý středověk také byly rozdělené řekou Bílinou na dvě různé panství, Horní a Dolní Trmice. Roku 1589 propustil Rudolf II. Trmice z léna. Poprvé nakrátko Trmice spojil Vavřinec Majdrle z Mansperka, který koupil nejdříve horní tvrz zkonfiskovanou po Bitvě na Bílé hoře a následně dolní tvrz roku 1629. Další spojení provedl Jan Hartvík, hrabě z Nostic, který koupil obě tvrze od synů zmíněného Vavřince Majdrleho. Trmicím se od té doby zásluhou hraběte dařilo, mimo jiné sem bylo přemístěno trhové právo z Řehlovic. Roku 1664 byly Trmice povýšeny Leopoldem I. na město i přes nesouhlas sousedního Ústí nad Labem disponujícího mílovým právem. Význam města rostl, v roce 1775 se zde konaly již 4 trhy do roka a roku 1785 byl Trmicím přiznán regulovaný magistrát.
Již v 18. století se zde začalo těžit uhlí. Bitva u Chlumce se sice městu vyhnula, avšak v půlce 19. století přišla epidemie cholery. Přesto se město rozvíjelo (opět zásluhou Nosticů), byly zde budovány průmyslové podniky a v roce 1863 byl dokončen novogotický zámek. Od 19. století rostl počet obyvatel a vrcholu město dosáhlo roku 1930. V letech 1938 až 1945 byly Trmice (v důsledku uzavření Mnichovské dohody) přičleněny k nacistickému Německu.
V šedesátých letech 20. století padlo rozhodnutí, že Trmice budou v budoucnu čistě průmyslovou čtvrtí a tedy obyvatelstvo bude postupně přesídleno. S tím souviselo následné bourání například starého zámku nebo barokní radnice. V roce 1987 se začal budovat dálniční most vedoucí přímo nad městem. Zaniklá obec Tuchomyšl, na jejímž území je povrchový důl, zůstala v Ústí nad Labem. 

## Přírodní poměry

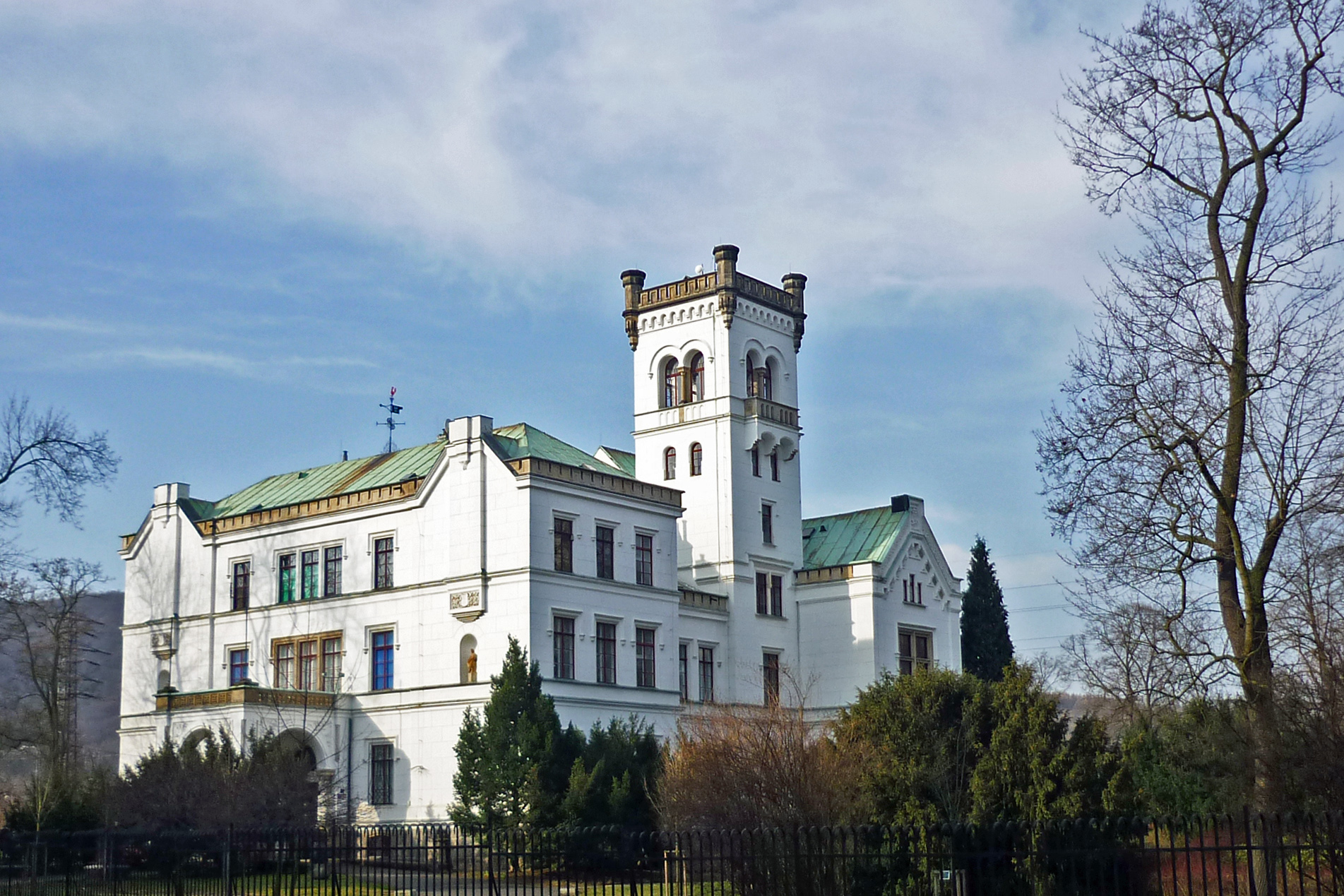
Nový zámek v Trmicích

Samotné Trmice se nacházejí na začátku údolí, ve kterém se nachází jejich část Koštov mezi vrchem Rovný na levé straně a Stadickými srázy na straně pravé. Celkově patří do geomorfologického celku České středohoří. Městem a také tímto údolím prochází řeka Bílina, do kterého se při hlavní silnici vlévá Újezdský potok. Je také součástí mikroregionu Milada, jehož centrem je jezero Milada vytvořené zaplavením dolu Chabařovice západně od města.

## Obyvatelstvo
Při sčítání lidu v roce 1921 zde žilo 7 133 obyvatel (z toho 3 568 mužů), z nichž bylo 1 941 Čechoslováků, 4 890 Němců, šest Židů, devět příslušníků jiné národnosti a 287 cizinců. Většina se hlásila k římskokatolické církvi, ale 331 lidí bylo evangelíky, pět jich patřilo k církvi československé, 36 k církvi izraelské, třináct lidí k dalším nezjišťovaným církvím a 906 lidí bylo bez vyznání. Podle sčítání lidu z roku 1930 měla vesnice 7 593 obyvatel: 2 318 Čechoslováků, 5 052 Němců, čtyři Židé, pět příslušníků jiné národnosti a 214 cizinců. Stále převažovalo římskokatolická většina, ale ve městě žilo také 570 evangelíků, 66 členů církve československé, 36 židů, šestnáct příslušníků nezjišťovaných církví a 1 563 lidí bez vyznání.
Nejvyššího počtu obyvatel dosáhly Trmice v roce 1930, kdy zde žilo 7 593 obyvatel. Před odsunem po druhé světové válce zde žilo převážně německé obyvatelstvo, v roce 1890 se přihlásilo k české národnosti pouze 23 obyvatel, v roce 1930 jich už bylo 2 318. Od 60. let také narůstá podíl obyvatel romského etnika, které podle Agentury pro sociální začleňování tvoří až třetinu veškerého obyvatelstva.
Trmice byly v roce 2018 obcí s druhým největším podílem obyvatel postižených exekucí v ČR (41,1 %).
| Rok            | 1869  | 1880  | 1890  | 1900  | 1910  | 1921  | 1930  | 1950  | 1961  | 1970  | 1980  | 1991  | 2001  | 2011  | 2021  |
| -------------- | ----- | ----- | ----- | ----- | ----- | ----- | ----- | ----- | ----- | ----- | ----- | ----- | ----- | ----- | ----- |
| Počet obyvatel | 1 972 | 2 547 | 3 311 | 4 546 | 5 856 | 7 133 | 7 593 | 5 372 | 5 352 | 4 347 | 3 449 | 1 483 | 2 299 | 2 517 | 2 645 |
| Počet domů     | 192   | 217   | 239   | 292   | 352   | 436   | 566   | 679   | 630   | 576   | 543   | 354   | 423   | 464   | 467   |

## Městská správa
Po připojení Sudet k Říši byly Trmice připojeny k Ústí nad Labem. V září roku 1991 byl vytvořen samostatný městský obvod Ústí nad Labem-Trmice, do nějž spadala katastrální území Trmice, Koštov, Újezd a Tuchomyšl. Dne 1. ledna 1994 se Trmice spolu s Koštovem a Újezdem na základě referenda oddělily od Ústí.

### Části města
- Trmice
- Koštov
- Újezd

### Městské symboly
Vlajka byla městu udělena rozhodnutím předsedy Poslanecké sněmovny Parlamentu České republiky dne 21. září 2005.

## Hospodářství

### Průmysl
- Teplárna Trmice ČEZ – založena na začátku 20. století jako uhelná elektrárna. Od konce 50. let do půlky 70. let byla přebudovávána na teplárnu pro Ústí nad Labem. [15]
- Lihovar – v provozu od roku 2007, v minulosti trápil město intenzivním zápachem. [16]Po insolvenci v roce 2010 změnil majitele na Liberta Energy, který se zaručil o odstranění zápachu po znovuzprovoznění. [17]
- Výroba nářadí Black & Decker Czech
- Výroba pístů a motorů KS Kolbenschmidt Czech Republic

#### Zaniklé
- V roce 1902 byl v katastrálním území Trmic v provozu důl Alžběta hraběnky Marie Antonie Silva-Tarouca.[18]
- Prefa Trmice – založena v roce 1949 z důvodu nedostatku stavebního materiálu v Ústí[5], zbourána v roce 1992. [19]
- Důl 5. května

### Služby
- Nákupní park Trmice
- Hypermarket Globus Trmice

## Doprava
- Městská hromadná doprava zajištěna autobusy linek 2, 3, 7, 18, 19 a částečně trolejbusům linky 62 a 61 Dopravního podniku města Ústí nad Labem. Do roku 1970 do města vedla dráha tramvají z Ústí.
- Silniční doprava: Městem přímo prochází viadukt dálnice D8 z Prahy na hranice s Německou spolkovou republikou dále vedoucí do Drážďan s nájezdem na 69. kilometru. Částí dálnice je také vedena mezinárodní silnice E 442 (Liberec, Děčín, Ústí, Teplice, Most, Chomutov, Karlovy Vary). Dále je město silničně spojeno se Stadicemi a částmi Ústí nad Labem Předlice a Hostovice.
- Trmické nádraží se nachází na trati Ústí nad Labem – Bílina. Další nádraží má část města Koštov. V minulosti přes místní nádraží vedla i trať Ústí nad Labem – Chomutov, která se po přestavbě v osmdesátých letech 20. století městu vyhýbá. Jedna kolej této trati přetíná trmické nádraží mimoúrovňově mostem.

## Školství
- Mateřská školka Trmice, v ulici Lovecká[20]
- Základní škola Trmice, v ulici Tyršova[21]
- Střední škola obchodu, řemesel, služeb a Základní škola, Ústí nad Labem, příspěvková organizace, na Václavském náměstí a v ulici Fügnerova[22]

## Pamětihodnosti
Evangelický kostel Pána JežíšeNeogotický Evangelický kostel Pána Ježíše z počátku dvacátého století stojí u průjezdní silnice. Na západní věži je umístěn zvon z roku 1907 od Karla Schwabeho z Bělé pod Bezdězem. Zvon má nezvyklý způsob zavěšení, pořízený touž dílnou – je upoután na spodním stojanu. 
Kostel Narození Panny MariePůvodně barokní Kostel Narození Panny Marie z 18. století s neogotickou přestavbou v 19. století stojí na náměstí. V západní věži kostela se nachází nedatovaný zvon s německým nápisem. Součástí areálu jsou sochy svatého Jana Nepomuckého a svatého Josefa.
Další pamětihodnosti
- Trmický nový zámek navržený architektem Heinrichem Ferstelem, postaven 1856 až 1863 šlechticem Albertem Nosticem[25]
- Kaple Panny Marie v Koštově. Kaple z roku 1820 stojí v obci pod dálničním přivaděčem. Na průčelním nástavci litinový zvon z roku 1916 s datací na krku.
- Pomník sovětských zajatců na Ovčím vrchu
- Hospoda U modré hvězdy
- Fara
- Modernistická vila Stamm[26]
- Přemostění tratí Českých drah dokončené roku 2006 dosahující délky téměř 1 100 metrů.

## Osobnosti
- Heřman Nostic-Rieneck (1812–1895), generál
- Jindra Husáriková (1931–2016), malířka a grafička

## Galerie

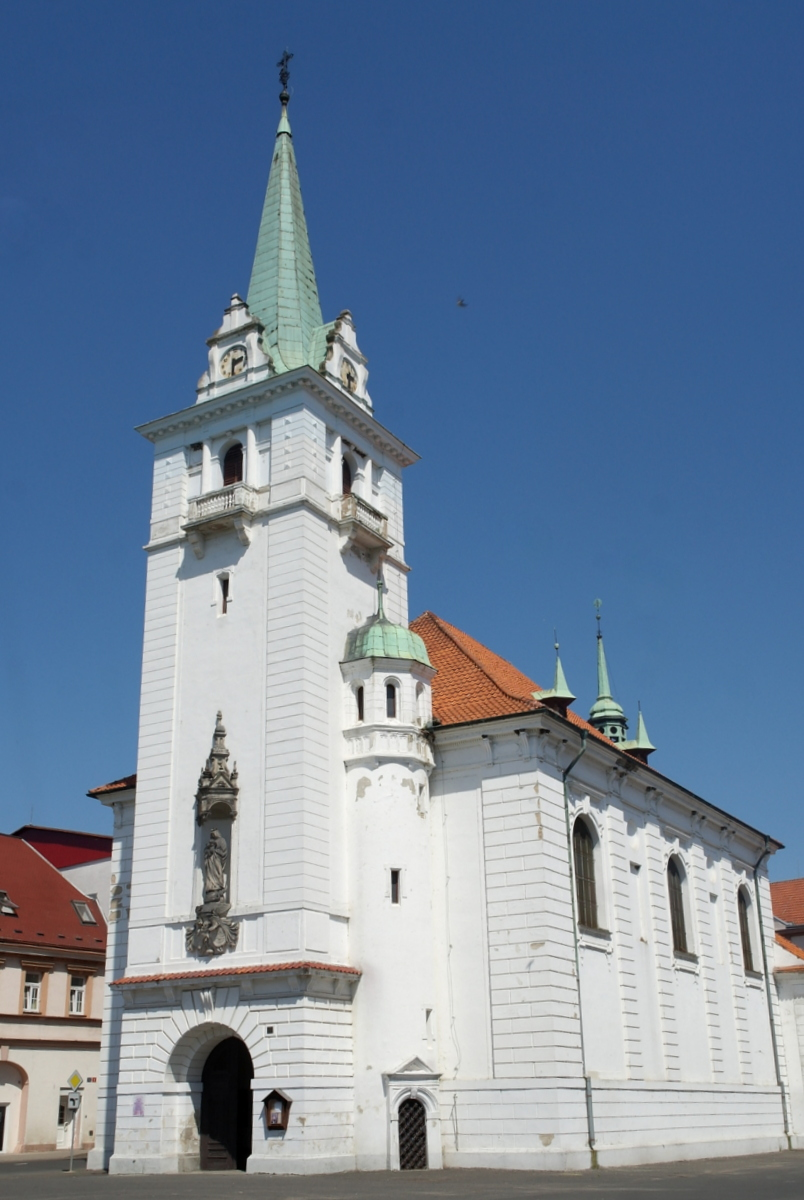
Kostel Narození Panny Marie
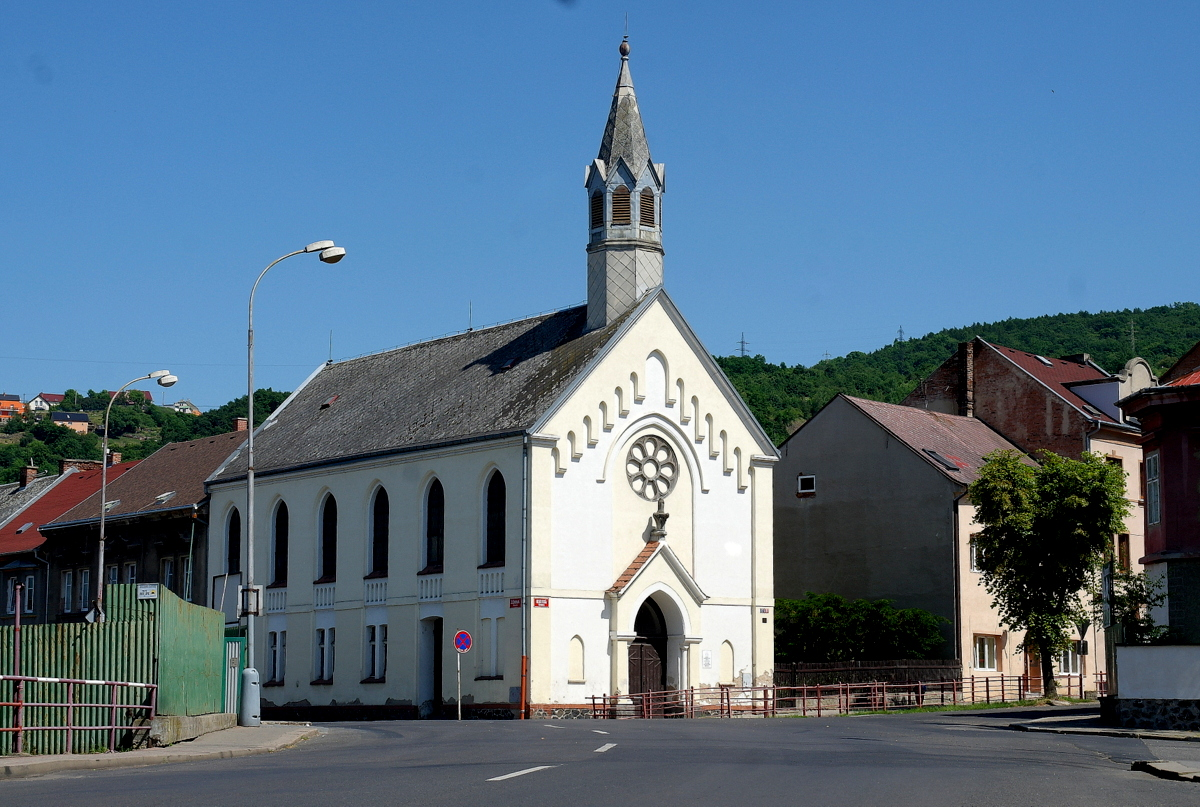
Evangelický kostel Pána Ježíše
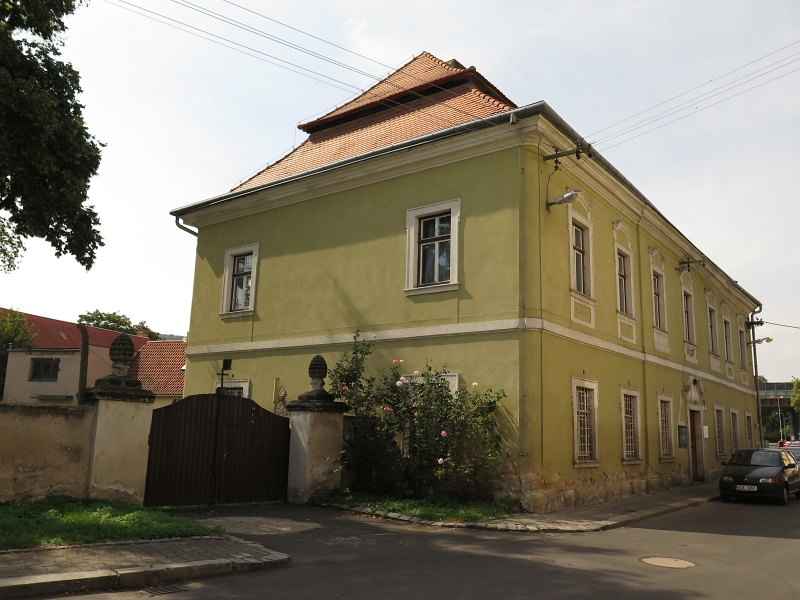
Fara
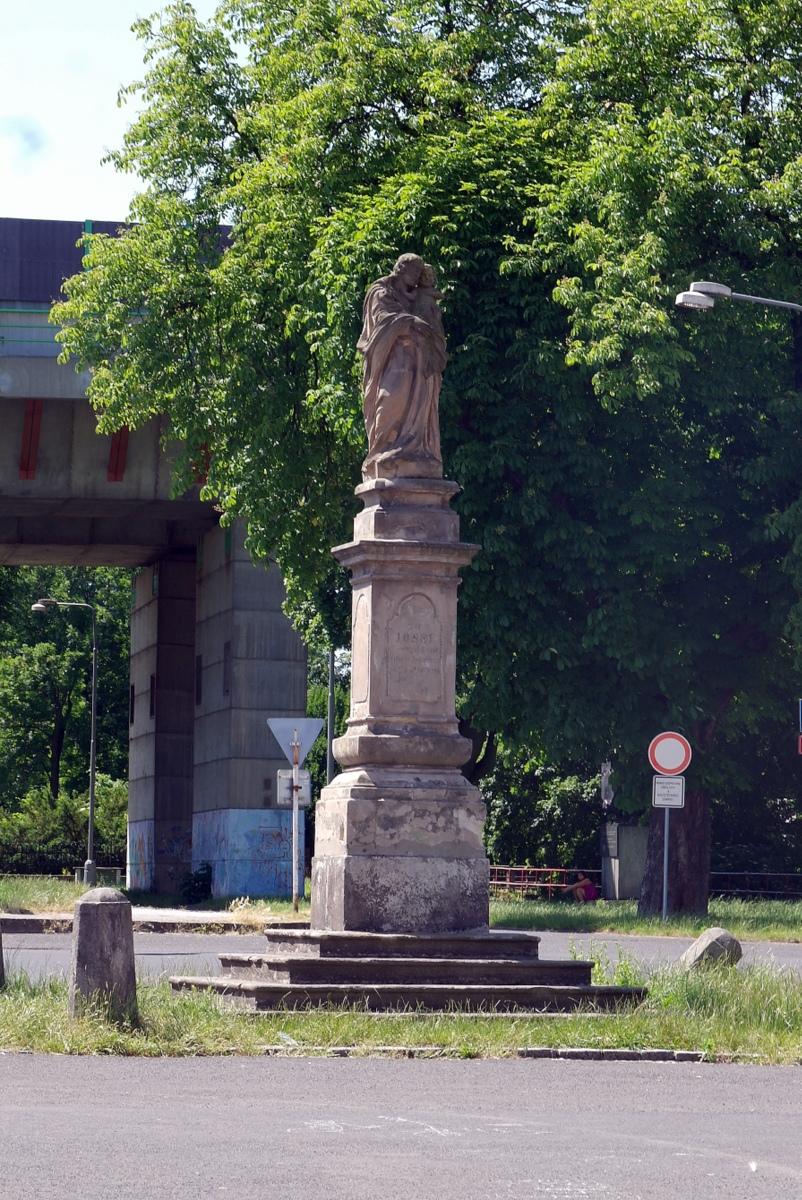
Socha sv. Josefa na Václavském náměstí
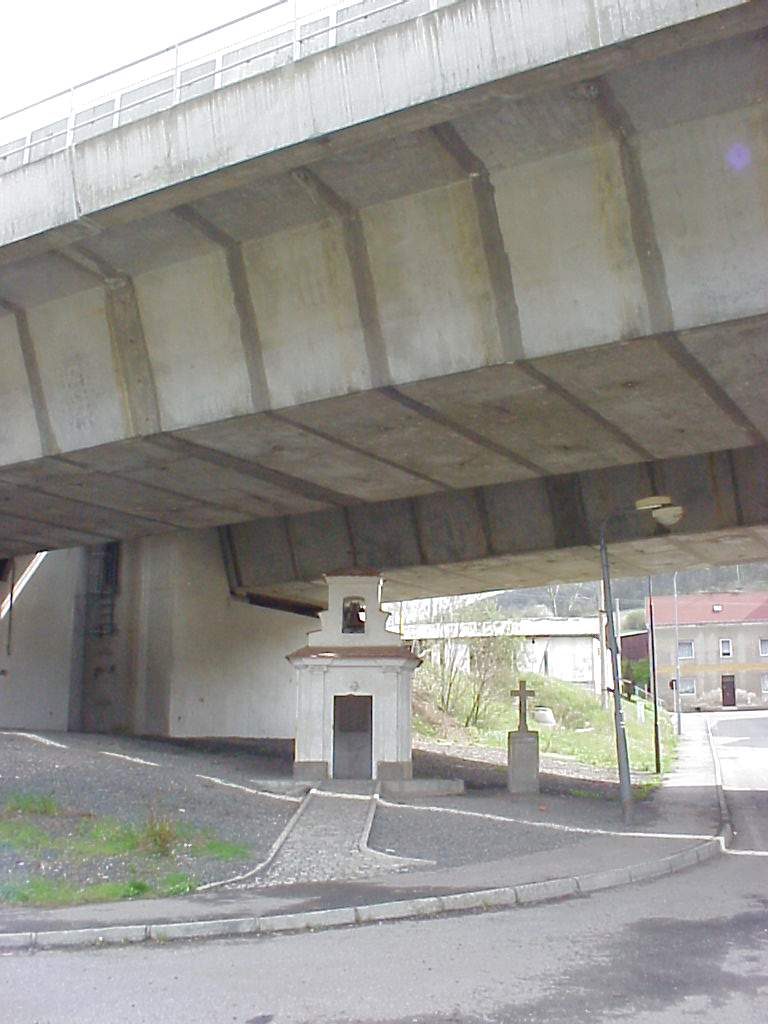
Kaple v Koštově pod dálničním mostem

## Partnerská města
- Königstein, Německo